# 埃茨兰
埃茨兰（法語：Etzling，法語發音：[ɛtslɛ̃]；洛林法兰克语：Ezlinge）是法国摩泽尔省的一个市镇，属于福尔巴克-布莱摩泽尔区。

## 地理
埃茨兰（49°10'42"N, 6°57'44"E）面积4.94 平方千米，位于法国大東部大區摩泽尔省，该省份为法国东北部内陆省份，是洛林的一部分，西南接默尔特-摩泽尔省，东临下莱茵省，北与卢森堡和德国接壤。
与埃茨兰接壤的市镇（或旧市镇、城区）包括：阿尔斯坦、贝伦莱福尔巴克、福尔巴克、凯尔巴克、斯皮什伦。
埃茨兰的时区为UTC+01:00、UTC+02:00（夏令时）。

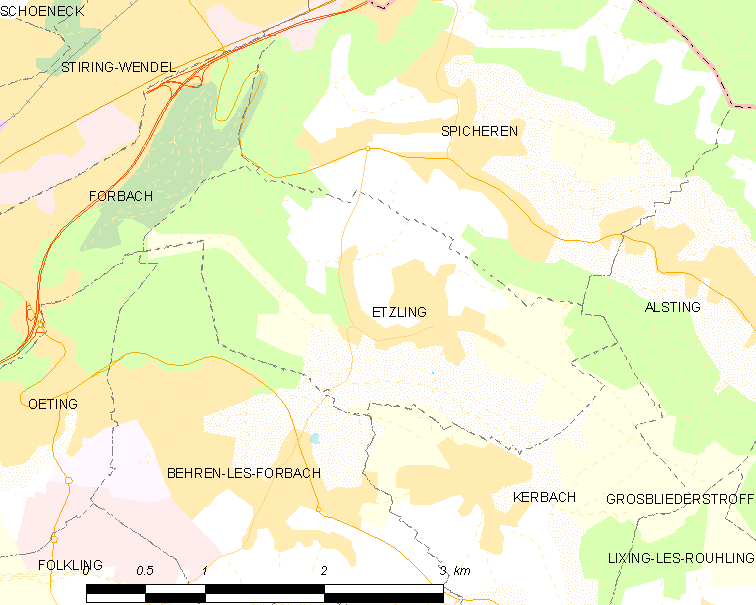
埃茨兰的OSM定位图

## 行政
埃茨兰的邮政编码为57460，INSEE市镇编码为57202。

## 政治
埃茨兰所属的省级选区为斯蒂兰旺代勒县。

## 人口

1962-2008年间埃茨兰人口变化图示

埃茨兰于2022年1月1日时的人口数量为1135人。